# Дуб курчавенький
Дуб курчавенький (лат. Quercus crispula) — это листопадное широколиственное дерево рода Quercus, широко известное в Японии как мидзунара. Считается некоторыми специалистами разновидностью дуба монгольского Quercus mongolica var. crispula, широко распространён в Северо-Восточной Азии.

## Описание
Дерево высотой до 15 м. Ствол до 70 см в диаметре, с густой, низко посаженной кроной.
Листья плотные. Листовая пластинка эллиптическая или обратнояйцевидная, до 15(22) см длиной и 8(12) см шириной, на верхушке заостренная, с острыми лоп. н немногочисленными зубцами, сверху гладкая, блестящая, снизу с опушением из звездчатых волосков. Черешок до 2 мм длиной. Чеш. плюски килеватые, плотно прижатые, не выступающие над краем.
Жёлудь 1,5—2 см длиной и 1,3 см шириной.
Он предпочитает более холодный климат, чем близкородственные Quercus serrata и (Quercus acutissima). В естественных условиях произрастает от гор Японии до субальпийской зоны. В России произрастает на юге Сахалина и на южных Курильских островах (Итуруп, Кунашир).
Наряду с буком это один из основных видов деревьев листопадных широколиственных лесов Японии, предпочитающий более светлые места, чем бук. Высота дерева достигает 35 м у крупных экземпляров. Листья тускло-зелёные, с острыми зубчиками (зазубренными контурами), более волнистые, чем у обычного дуба. Цветы длиной около 5 см распускаются в мае–июне, а жёлуди созревают осенью.

## Использование
Мидзунара наиболее широко известен за пределами Японии благодаря использованию в бочках для выдержки японского виски и скотча. Она получила международное признание как материал, способный создавать тонкий аромат, совершенно отличный от дубовых бочек. Сердцевина имеет тускло-коричневый цвет, отличную обрабатываемость, окрашиваемость, высокую прочность и ощущение твердости. Древесина используется в производстве элитной мебели, строительных материалов и бочек для алкоголя. В частности, сорта Хоккайдо считались высококачественными, их называли японским дубом, они экспортировались и приобрели известность.
С XX века они также стали популярны для выращивания грибов шиитаке.
В период Дзёмон в восточной части Японии он был важен как консервированный продукт на зиму. До недавнего времени его ели в горных деревнях, но сейчас едят редко. Желуди Quercus crispula содержат вяжущие дубильные вещества и не могут употребляться в пищу в таком виде, но должны быть обработаны, чтобы стать съедобными.

## Галерея
|      |        |       |               |             |                        |
| Кора | Листья | Цветы | Незрелый плод | Спелый плод | Осенняя окраска листвы |